# Liste der Nummer-eins-Hits in Portugal (2018)
Diese Liste der Nummer-eins-Hits in Portugal im Jahr 2018 basiert auf den offiziellen Singlecharts (Top 100 Singles) und Albumcharts (Top 50 Artistas) der Associação Fonográfica Portuguesa (AFP), der portugiesischen Landesgruppe der IFPI.

## Singles
| ← 2017 ← | Liste der Nummer-eins-Hits in Portugal | Liste der Nummer-eins-Hits in Portugal       | Liste der Nummer-eins-Hits in Portugal | 2019 → |
| \| Zeitraum \| Wo. ges. \| Interpret \| Titel Autor(en) \| Zusätzliche Informationen \| \| (Zeitraum, Wochen auf Platz eins, Interpret, Titel, Autor[en], zusätzliche Informationen) \| \| \| \| \| \| ----------------------------------------------------------------------------------------- \| -------- \| -------------------------------------------- \| ------------------------------------------------------------------------------------------------------------------------------------------------------------------------------ \| ----------------------------------------------------------------------------------------------------------------------------------------- \| \| 41. Woche 2017 – 2. Woche 2018 14 Wochen (insgesamt 15) \| 15 \| Post Malone feat. 21 Savage \| Rockstar Austin Post, Shayaa Abraham-Joseph, Louis Bell, Olufunmibi Awoshiley \| – \| \| 3.–4. Woche 2 Wochen \| 2 \| Camila Cabello feat. Young Thug \| Havana Camila Cabello, Brittany Hazzard, Ali Tamposi, Brian Lee, Andrew Watt, Pharrell Williams, Jeffery Lamar Williams, Adam Feeney, Louis Bell \| – \| \| 5.–15. Woche 11 Wochen \| 11 \| Drake \| God’s Plan Aubrey Graham, Ronald LaTour, Daveon Jackson, Matthew Samuels, Noah Shebib \| – \| \| 16. Woche 1 Woche (insgesamt 5) \| 5 \| Blaya \| Faz gostoso \| – \| \| 17. Woche 1 Woche \| 1 \| Ariana Grande \| No Tears Left to Cry Ariana Grande, Max Martin, Ilya Salmanzadeh, Savan Kotecha \| – \| \| 18.–21. Woche 4 Wochen (insgesamt 5) \| 5 \| Blaya \| Faz gostoso \| – \| \| 22.–25. Woche 4 Wochen \| 4 \| Calvin Harris & Dua Lipa \| One Kiss Adam Wiles, Dua Lipa, Jessie Reyez \| – \| \| 26.–27. Woche 2 Wochen \| 2 \| XXXTentacion \| Sad! Jahseh Onfroy, John Cunningham \| – \| \| 28. Woche 1 Woche \| 1 \| Nicky Jam × J Balvin \| X Nick Rivera-Caminero, Juan Diego Medina Vélez, Jonathan Bryan Thiel, Rashid M. S. Badloe, Shareef M. R. Badloe, José Álvaro Osorio Balvin, Giordano M. S. Dano Ashruf \| – \| \| 29.–37. Woche 9 Wochen \| 9 \| Drake \| In My Feelings Aubrey Graham, Benny Workman, Darius Harrison, Stephen Garrett, James Scheffer, Rex Zamor, Dwayne Carter, Renetta Lowe-Bridgewater, Orville Hall, Phillip Price \| – \| \| 38. Woche 1 Woche \| 1 \| Lartiste feat. Caroliina \| Mafiosa Youssef Akdim, Caroliina \| – \| \| 39.–41. Woche 3 Wochen \| 3 \| DJ Dadda feat. Plutónio \| Cafeína \| – \| \| 42.–45. Woche 4 Wochen \| 4 \| DJ Snake feat. Selena Gomez, Ozuna & Cardi B \| Taki Taki William Grigahcine, Belcalis Almanzar, Jordan Thorpe, Selena Gomez, Ava Brignol, Juan Carlos Ozuna, Vicente Saavedra, Juan Vasquez \| – \| \| 46. Woche 1 Woche (insgesamt 4) \| 4 \| Ariana Grande \| Thank U, Next Charles Anderson, Victoria McCants, Tommy Brown, Michael Foster, Ariana Grande, Tayla Parx \| – \| \| 47.–48. Woche 2 Wochen (insgesamt 6) \| 6 \| Lady Gaga & Bradley Cooper \| Shallow Mark Ronson, Anthony Rossomando, Andrew Wyatt, Joanne Stefani Germanotta \| – \| \| 49.–51. Woche 3 Wochen (insgesamt 4) \| 4 \| Ariana Grande \| Thank U, Next Charles Anderson, Victoria McCants, Tommy Brown, Michael Foster, Ariana Grande, Tayla Parx \| – \| \| 52. Woche 1 Woche (insgesamt 5) \| 5 \| Mariah Carey \| All I Want for Christmas Is You Walter N. Afanasieff, Mariah Carey \| In den vergangenen beiden Jahren war das Lied an Weihnachten bereits in den Top 10 gewesen, in diesem Jahr übernimmt es erstmals Platz 1. \| |                                        |                                              | | |
| ← 2017 |                                        |                                              | | → 2019 → |
| Zeitraum | Wo. ges.                               | Interpret                                    | Titel Autor(en) | Zusätzliche Informationen |
| (Zeitraum, Wochen auf Platz eins, Interpret, Titel, Autor[en], zusätzliche Informationen) |                                        |                                              | | |
| 41. Woche 2017 – 2. Woche 2018 14 Wochen (insgesamt 15) | 15                                     | Post Malone feat. 21 Savage                  | Rockstar Austin Post, Shayaa Abraham-Joseph, Louis Bell, Olufunmibi Awoshiley                                                                                                  | – |
| 3.–4. Woche 2 Wochen | 2                                      | Camila Cabello feat. Young Thug              | Havana Camila Cabello, Brittany Hazzard, Ali Tamposi, Brian Lee, Andrew Watt, Pharrell Williams, Jeffery Lamar Williams, Adam Feeney, Louis Bell                               | – |
| 5.–15. Woche 11 Wochen | 11                                     | Drake                                        | God’s Plan Aubrey Graham, Ronald LaTour, Daveon Jackson, Matthew Samuels, Noah Shebib                                                                                          | – |
| 16. Woche 1 Woche (insgesamt 5) | 5                                      | Blaya                                        | Faz gostoso | – |
| 17. Woche 1 Woche | 1                                      | Ariana Grande                                | No Tears Left to Cry Ariana Grande, Max Martin, Ilya Salmanzadeh, Savan Kotecha                                                                                                | – |
| 18.–21. Woche 4 Wochen (insgesamt 5) | 5                                      | Blaya                                        | Faz gostoso | – |
| 22.–25. Woche 4 Wochen | 4                                      | Calvin Harris & Dua Lipa                     | One Kiss Adam Wiles, Dua Lipa, Jessie Reyez | – |
| 26.–27. Woche 2 Wochen | 2                                      | XXXTentacion                                 | Sad! Jahseh Onfroy, John Cunningham | – |
| 28. Woche 1 Woche | 1                                      | Nicky Jam × J Balvin                         | X Nick Rivera-Caminero, Juan Diego Medina Vélez, Jonathan Bryan Thiel, Rashid M. S. Badloe, Shareef M. R. Badloe, José Álvaro Osorio Balvin, Giordano M. S. Dano Ashruf        | – |
| 29.–37. Woche 9 Wochen | 9                                      | Drake                                        | In My Feelings Aubrey Graham, Benny Workman, Darius Harrison, Stephen Garrett, James Scheffer, Rex Zamor, Dwayne Carter, Renetta Lowe-Bridgewater, Orville Hall, Phillip Price | – |
| 38. Woche 1 Woche | 1                                      | Lartiste feat. Caroliina                     | Mafiosa Youssef Akdim, Caroliina | – |
| 39.–41. Woche 3 Wochen | 3                                      | DJ Dadda feat. Plutónio                      | Cafeína | – |
| 42.–45. Woche 4 Wochen | 4                                      | DJ Snake feat. Selena Gomez, Ozuna & Cardi B | Taki Taki William Grigahcine, Belcalis Almanzar, Jordan Thorpe, Selena Gomez, Ava Brignol, Juan Carlos Ozuna, Vicente Saavedra, Juan Vasquez                                   | – |
| 46. Woche 1 Woche (insgesamt 4) | 4                                      | Ariana Grande                                | Thank U, Next Charles Anderson, Victoria McCants, Tommy Brown, Michael Foster, Ariana Grande, Tayla Parx                                                                       | – |
| 47.–48. Woche 2 Wochen (insgesamt 6) | 6                                      | Lady Gaga & Bradley Cooper                   | Shallow Mark Ronson, Anthony Rossomando, Andrew Wyatt, Joanne Stefani Germanotta                                                                                               | – |
| 49.–51. Woche 3 Wochen (insgesamt 4) | 4                                      | Ariana Grande                                | Thank U, Next Charles Anderson, Victoria McCants, Tommy Brown, Michael Foster, Ariana Grande, Tayla Parx                                                                       | – |
| 52. Woche 1 Woche (insgesamt 5) | 5                                      | Mariah Carey                                 | All I Want for Christmas Is You Walter N. Afanasieff, Mariah Carey | In den vergangenen beiden Jahren war das Lied an Weihnachten bereits in den Top 10 gewesen, in diesem Jahr übernimmt es erstmals Platz 1. |

## Alben
| ← 2017 ← | Liste der Nummer-eins-Hits in Portugal | Liste der Nummer-eins-Hits in Portugal | Liste der Nummer-eins-Hits in Portugal | 2019 → |
| \| Zeitraum \| Wo. ges. \| Interpret \| Titel \| Zusätzliche Informationen \| \| (Zeitraum, Wochen auf Platz eins, Interpret, Titel, zusätzliche Informationen) \| \| \| \| \| \| ------------------------------------------------------------------------------ \| -------- \| ------------------------------- \| --------------------------------- \| ----------------------------------------------------------------------------------------------------------- \| \| 50. Woche 2017 – 2. Woche 2018 5 Wochen (insgesamt 11) \| 11 \| Raquel Tavares \| Roberto Carlos por Raquel Tavares \| – \| \| 3. Woche 1 Woche \| 1 \| Camila Cabello \| Camila \| – \| \| 4. Woche 1 Woche (insgesamt 11) \| 11 \| Raquel Tavares \| Roberto Carlos por Raquel Tavares \| – \| \| 5. Woche 1 Woche (insgesamt 2) \| 2 \| Sérgio Godinho \| Nação valente \| – \| \| 6. Woche 1 Woche \| 1 \| Paulo Sousa \| Teu \| – \| \| 7. Woche 1 Woche (insgesamt 2) \| 2 \| Sérgio Godinho \| Nação valente \| – \| \| 8. Woche 1 Woche \| 1 \| Linda Martini \| Linda Martini \| – \| \| 9.–11. Woche 3 Wochen (insgesamt 11) \| 11 \| Raquel Tavares \| Roberto Carlos por Raquel Tavares \| – \| \| 12.–13. Woche 2 Wochen \| 2 \| Fernando Daniel \| Salto \| – \| \| 14. Woche 1 Woche (insgesamt 11) \| 11 \| Raquel Tavares \| Roberto Carlos por Raquel Tavares \| – \| \| 15. Woche 1 Woche \| 1 \| Paus \| Madeira \| – \| \| 16. Woche 1 Woche \| 1 \| Dead Combo \| Odeon Hotel \| – \| \| 17.–18. Woche 2 Wochen (insgesamt 3) \| 3 \| Carolina Deslandes \| Casa \| – \| \| 19. Woche 1 Woche \| 1 \| Aurea \| Confessions \| – \| \| 20. Woche 1 Woche \| 1 \| Arctic Monkeys \| Tranquility Base Hotel & Casino \| – \| \| 21. Woche 1 Woche (insgesamt 3) \| 3 \| Carolina Deslandes \| Casa \| – \| \| 22.–23. Woche 2 Wochen (insgesamt 8) \| 8 \| Mariza \| Mariza \| – \| \| 24.–30. Woche 7 Wochen \| 7 \| António Zambujo & Miguel Araújo \| 28 noites ao vivo nos coliseus \| – \| \| 31. Woche 1 Woche \| 1 \| Bárbara Bandeira \| Cartas \| – \| \| 32.–33. Woche 2 Wochen (insgesamt 8) \| 8 \| Mariza \| Mariza \| – \| \| 34. Woche 1 Woche \| 1 \| Ariana Grande \| Sweetener \| – \| \| 35.–37. Woche 3 Wochen (insgesamt 8) \| 8 \| Mariza \| Mariza \| – \| \| 38.–39. Woche 2 Wochen \| 2 \| Tony Bennett & Diana Krall \| Love Is Here to Stay \| – \| \| 40. Woche 1 Woche (insgesamt 8) \| 8 \| Mariza \| Mariza \| – \| \| 41. Woche 1 Woche \| 1 \| Twenty One Pilots \| Trench \| – \| \| 42. Woche 1 Woche \| 1 \| Diabo na Cruz \| Lebre \| – \| \| 43. Woche 1 Woche \| 1 \| Dino d’Santiago \| Mundu nôbu \| – \| \| 44. Woche 1 Woche \| 1 \| Matias Damásio \| Augusta \| – \| \| 45.–47. Woche 3 Wochen (insgesamt 4) \| 4 \| Tony Carreira \| As cançoes das nossas vidas \| – \| \| 48. Woche 1 Woche (insgesamt 2) \| 2 \| David Carreira \| 7 \| – \| \| 49.–51. Woche 3 Wochen \| 3 \| Pedro Abrunhosa & Comité Caviar \| Espiritual \| – \| \| 52. Woche 1 Woche (insgesamt 2) \| 2 \| António Zambujo \| Do avesso \| Zum zweiten Mal in diesem Jahr und zum fünften Mal in sechs Jahren steht der Fadosänger an der Chartspitze. \| |                                        |                                        |                                        | |
| ← 2017 |                                        |                                        |                                        | → 2019 → |
| Zeitraum | Wo. ges.                               | Interpret                              | Titel                                  | Zusätzliche Informationen                                                                                   |
| (Zeitraum, Wochen auf Platz eins, Interpret, Titel, zusätzliche Informationen) |                                        |                                        |                                        | |
| 50. Woche 2017 – 2. Woche 2018 5 Wochen (insgesamt 11) | 11                                     | Raquel Tavares                         | Roberto Carlos por Raquel Tavares      | – |
| 3. Woche 1 Woche | 1                                      | Camila Cabello                         | Camila                                 | – |
| 4. Woche 1 Woche (insgesamt 11) | 11                                     | Raquel Tavares                         | Roberto Carlos por Raquel Tavares      | – |
| 5. Woche 1 Woche (insgesamt 2) | 2                                      | Sérgio Godinho                         | Nação valente                          | – |
| 6. Woche 1 Woche | 1                                      | Paulo Sousa                            | Teu                                    | – |
| 7. Woche 1 Woche (insgesamt 2) | 2                                      | Sérgio Godinho                         | Nação valente                          | – |
| 8. Woche 1 Woche | 1                                      | Linda Martini                          | Linda Martini                          | – |
| 9.–11. Woche 3 Wochen (insgesamt 11) | 11                                     | Raquel Tavares                         | Roberto Carlos por Raquel Tavares      | – |
| 12.–13. Woche 2 Wochen | 2                                      | Fernando Daniel                        | Salto                                  | – |
| 14. Woche 1 Woche (insgesamt 11) | 11                                     | Raquel Tavares                         | Roberto Carlos por Raquel Tavares      | – |
| 15. Woche 1 Woche | 1                                      | Paus                                   | Madeira                                | – |
| 16. Woche 1 Woche | 1                                      | Dead Combo                             | Odeon Hotel                            | – |
| 17.–18. Woche 2 Wochen (insgesamt 3) | 3                                      | Carolina Deslandes                     | Casa                                   | – |
| 19. Woche 1 Woche | 1                                      | Aurea                                  | Confessions                            | – |
| 20. Woche 1 Woche | 1                                      | Arctic Monkeys                         | Tranquility Base Hotel & Casino        | – |
| 21. Woche 1 Woche (insgesamt 3) | 3                                      | Carolina Deslandes                     | Casa                                   | – |
| 22.–23. Woche 2 Wochen (insgesamt 8) | 8                                      | Mariza                                 | Mariza                                 | – |
| 24.–30. Woche 7 Wochen | 7                                      | António Zambujo & Miguel Araújo        | 28 noites ao vivo nos coliseus         | – |
| 31. Woche 1 Woche | 1                                      | Bárbara Bandeira                       | Cartas                                 | – |
| 32.–33. Woche 2 Wochen (insgesamt 8) | 8                                      | Mariza                                 | Mariza                                 | – |
| 34. Woche 1 Woche | 1                                      | Ariana Grande                          | Sweetener                              | – |
| 35.–37. Woche 3 Wochen (insgesamt 8) | 8                                      | Mariza                                 | Mariza                                 | – |
| 38.–39. Woche 2 Wochen | 2                                      | Tony Bennett & Diana Krall             | Love Is Here to Stay                   | – |
| 40. Woche 1 Woche (insgesamt 8) | 8                                      | Mariza                                 | Mariza                                 | – |
| 41. Woche 1 Woche | 1                                      | Twenty One Pilots                      | Trench                                 | – |
| 42. Woche 1 Woche | 1                                      | Diabo na Cruz                          | Lebre                                  | – |
| 43. Woche 1 Woche | 1                                      | Dino d’Santiago                        | Mundu nôbu                             | – |
| 44. Woche 1 Woche | 1                                      | Matias Damásio                         | Augusta                                | – |
| 45.–47. Woche 3 Wochen (insgesamt 4) | 4                                      | Tony Carreira                          | As cançoes das nossas vidas            | – |
| 48. Woche 1 Woche (insgesamt 2) | 2                                      | David Carreira                         | 7                                      | – |
| 49.–51. Woche 3 Wochen | 3                                      | Pedro Abrunhosa & Comité Caviar        | Espiritual                             | – |
| 52. Woche 1 Woche (insgesamt 2) | 2                                      | António Zambujo                        | Do avesso                              | Zum zweiten Mal in diesem Jahr und zum fünften Mal in sechs Jahren steht der Fadosänger an der Chartspitze. |